# Cisseps packardi
Cisseps packardi är en fjärilsart som beskrevs av Augustus Radcliffe Grote 1865. Cisseps packardi ingår i släktet Cisseps och familjen björnspinnare. Inga underarter finns listade i Catalogue of Life.